# Diorchidium woodii
Diorchidium woodii är en svampart som beskrevs av Kalchbr. & Cooke 1882. Diorchidium woodii ingår i släktet Diorchidium och familjen Raveneliaceae.   Inga underarter finns listade i Catalogue of Life.